# Pimenta adenoclada
Pimenta adenoclada là một loài của thực vật thuộc họ Myrtaceae (Myrtle). Đây là loài đặc hữu của Cuba. Chúng hiện đang bị đe dọa vì mất môi trường sống.